# Waals-Nederlandse Kerk
De Waals-Nederlandse Kerk (Duits: Wallonisch-Niederländische Kirche) was een gereformeerde dubbelkerk in Hanau. De kerk werd tussen 1600 en 1608 gebouwd voor geloofsvluchtelingen uit Frankrijk en de Spaanse Nederlanden. Graaf Filips Lodewijk II van Hanau-Münzenberg deelde de geloofsovertuiging van de vluchtelingen en liet voor hen de nieuwe wijk Neustadt bouwen. Met de toevlucht van de protestantse Walen en Nederlanders nam de economische groei van Hanau een hoge vlucht.

## Het gebouw
De Waalse-Nederlandse dubbelkerk werd waarschijnlijk gebouwd naar het voorbeeld van de Koepelkerk te Willemstad. Neustadt en Willemstad waren beide geplande steden en werden ongeveer in dezelfde periode gebouwd. Nadat in januari 1599 een geldinzameling voor de kerkbouw werd begonnen, kwamen de Franstalige en Nederlandstalige vluchtelingengemeenschap in augustus van hetzelfde jaar overeen een dubbelkerk te bouwen. De confessionele eenheid van de beide taalgemeenschappen werd door één gebouw benadrukt. Van binnen werd het gebouw echter verdeeld door een muur. De Waals-Nederlandse kerk werd gedomineerd door steile, hoge daken over de beide kerken. De Waalse kerk was de grootste kerk en had twaalf zijden. De Nederlandse kerk, aanmerkelijk kleiner, had de vorm van een achtkant. In het midden van de gemeenschappelijke scheidingsmuur bevond zich een achthoekige toren. Het interieur werd, geheel eigen aan de gereformeerde confessie, op de eenvoudige wijze ingericht.

## De gemeenschap
Tot op de dag van vandaag bleef de geloofsgemeenschap onafhankelijk, de Waals-Nederlandse Kerk vormt dan ook geen onderdeel van een van de landskerken. Terwijl de gereformeerde kerk van het graafschap Hanau-Münzenberg zich verenigde met de lutherse kerk, bleef de Waals-Nederlandse Kerk trouw aan de gereformeerde geloofsleer. Dit heeft vooral te maken met de taalverschillen die er vroeger bestonden. In de loop van de 19e eeuw en de eerste helft van de 20e eeuw won het Duits echter als taal in de Waals-Nederlandse Kerk meer en meer terrein. Na de Tweede Wereldoorlog werden de kerkdiensten uitsluitend nog in de Duitse taal gevierd.

## Verwoesting en herbouw
Net als de gehele binnenstad van Hanau werd de dubbelkerk tijdens geallieerde luchtaanvallen in de Tweede Wereldoorlog tot op de buitenmuren verwoest. Na de oorlog werd de kleinste kerk, de Nederlandse kerk, herbouwd. De Waalse kerk bleef daarentegen als ruïne en als herdenkingsmonument staan. In de jaren 80 werd binnen de muren van de kerk, van buiten de kerk nauwelijks zichtbaar, een gemeenschapscentrum en een diaconie gebouwd. Deze elegante oplossing werd beloond met een prijs van de Hessische monumentenzorg. De goudsmid en beeldhouwer Claus Bury, een afstammeling van de hugenoot Pierre Bury uit Troyes creëerde in 2021 het toegankelijke granieten beeld Neustadtplan Hanau aan de Franse steeg. Het verwijst naar het door Matthäus Merian de Oude in 1632 op koper gegraveerde stadsplan en brengt de historische topografie van Hanau in de 17e eeuw tot leven door. De installatie opent voor inwoners en toeristen van Hanau een vruchtbare dialoog over onze geschiedenis, ons heden en onze toekomst.

## Historische afbeeldingen

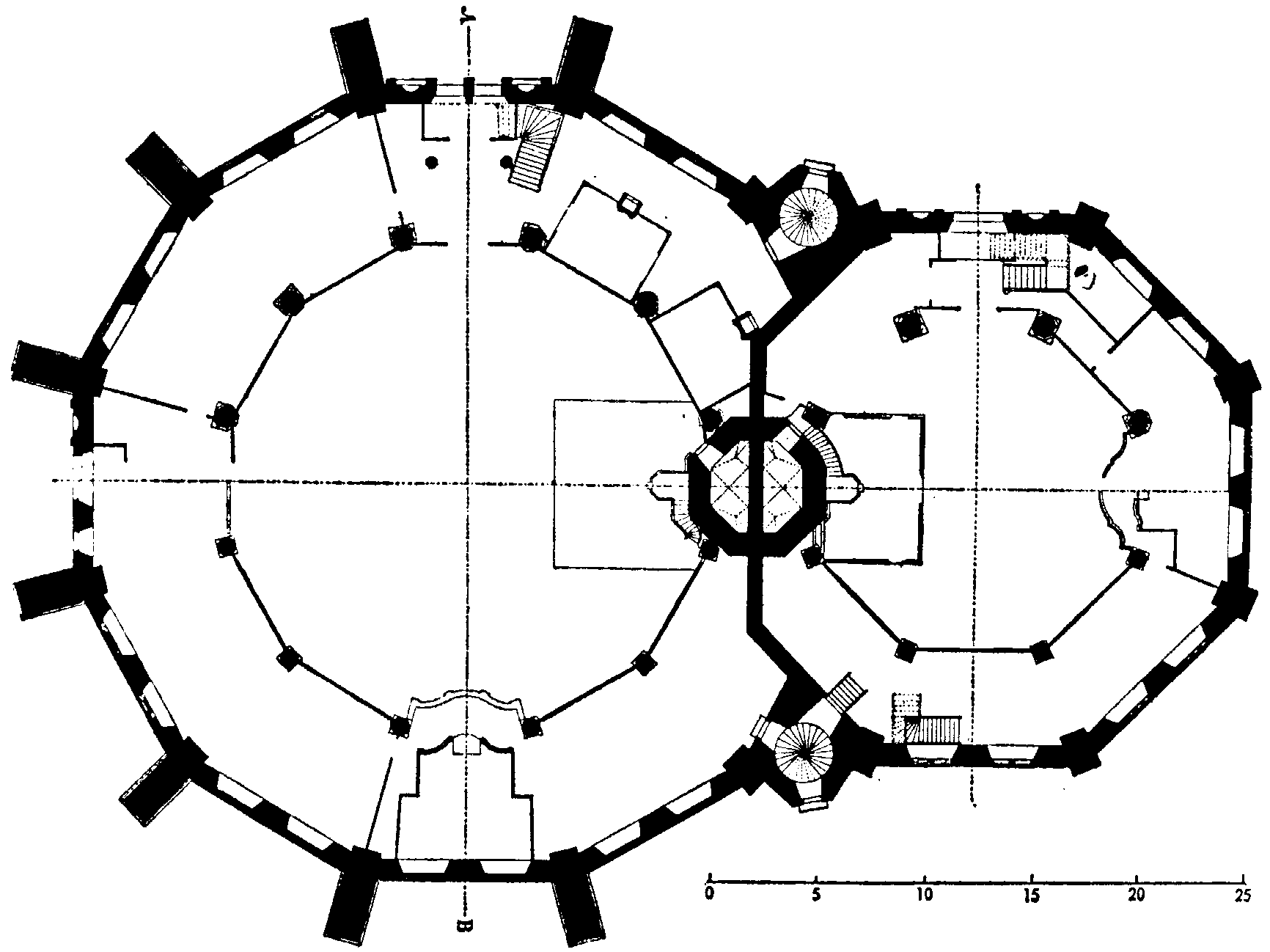
Plattegrond van de Waals-Nederlandse dubbelkerk
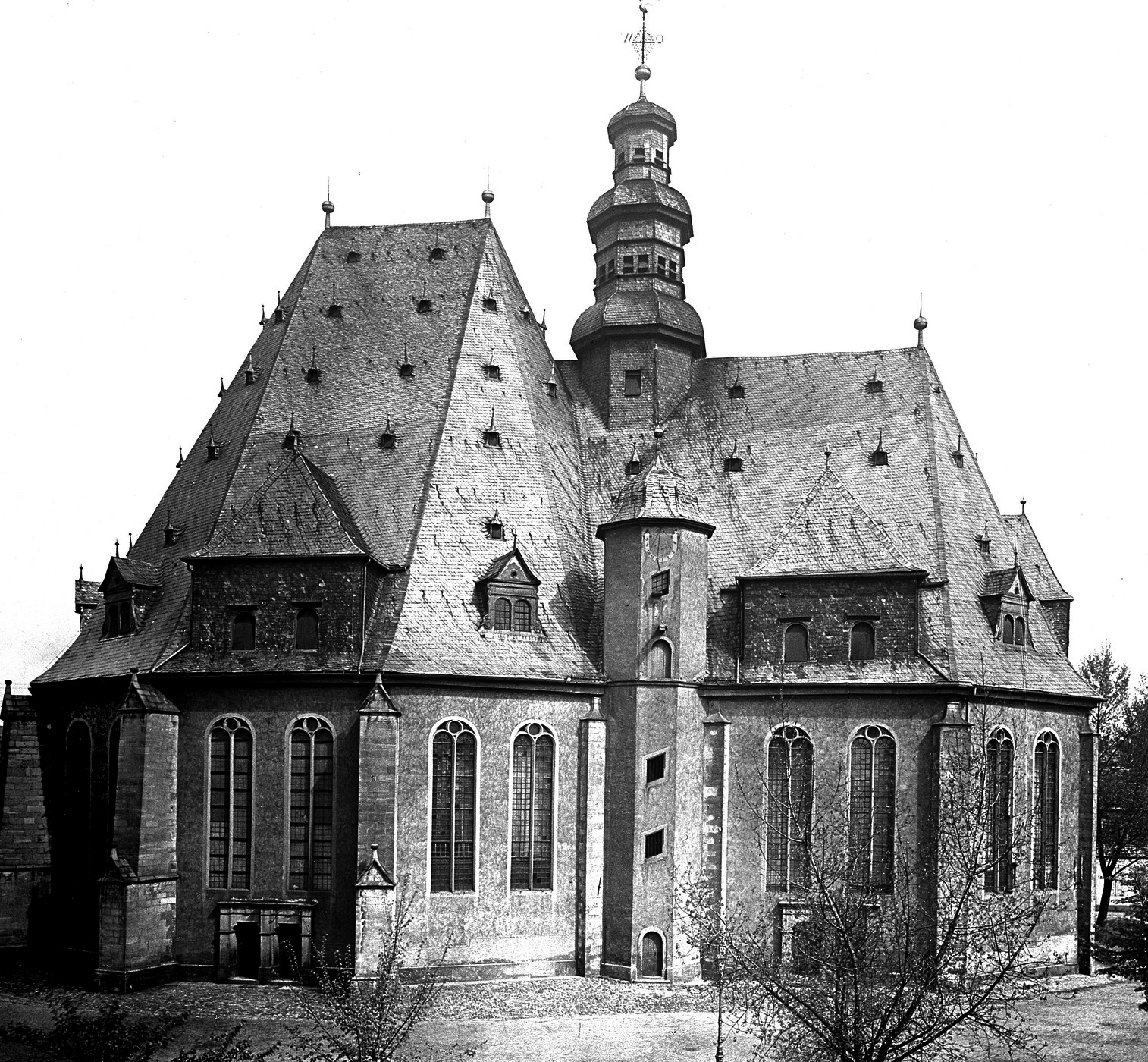
De dubbelkerk vanuit het zuiden
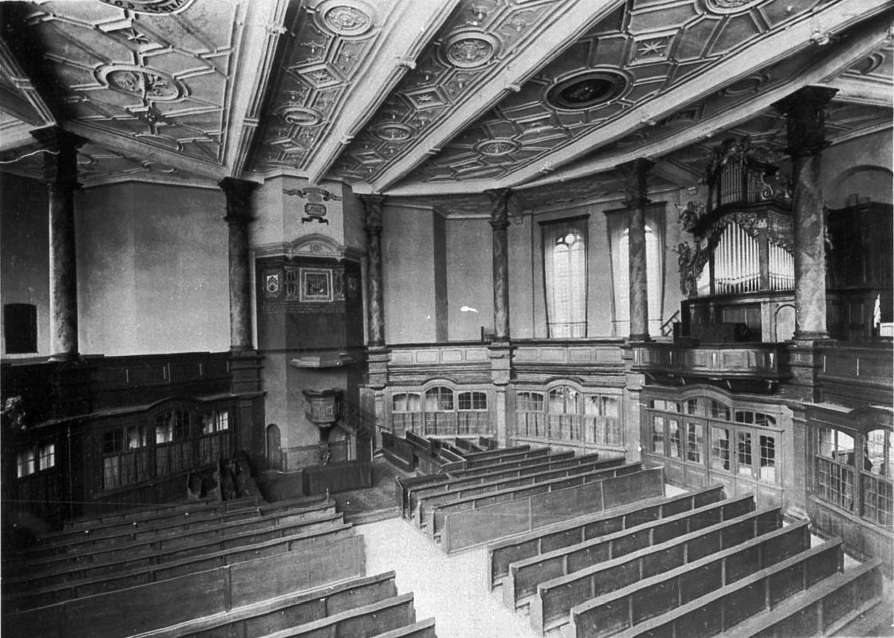
Interieur van de Waalse kerk
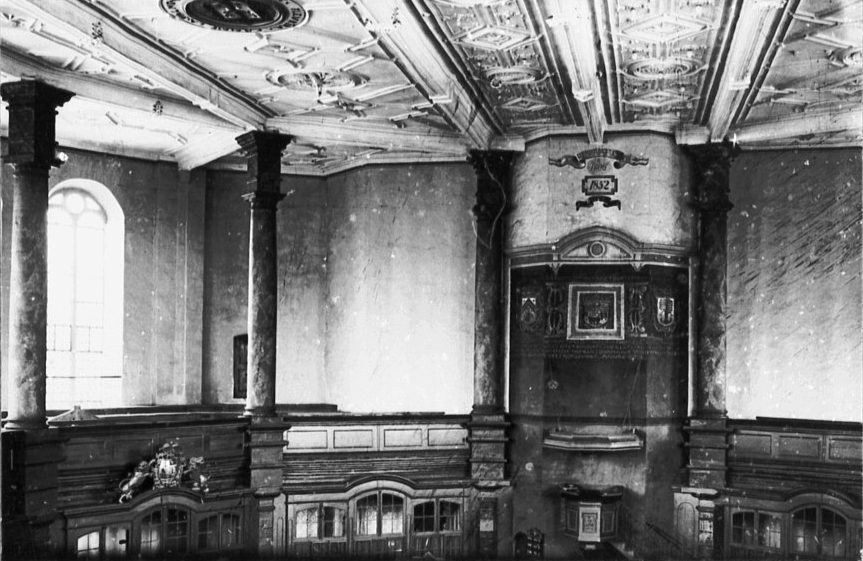
Interieur van de Nederlandse kerk
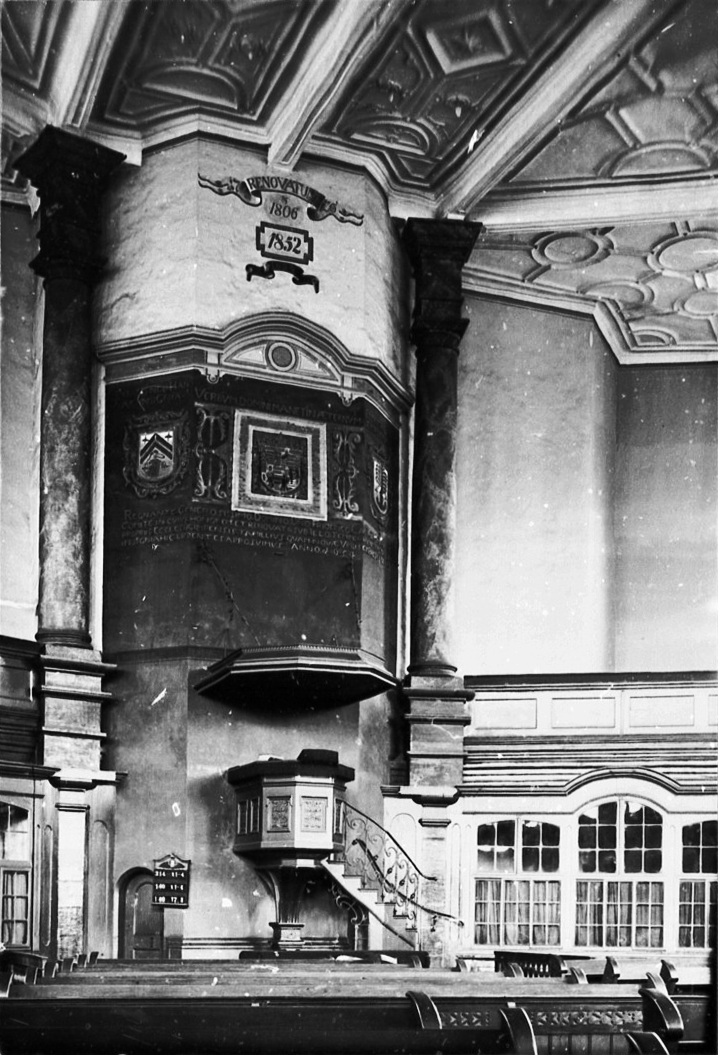
Kansel Nederlandse kerk
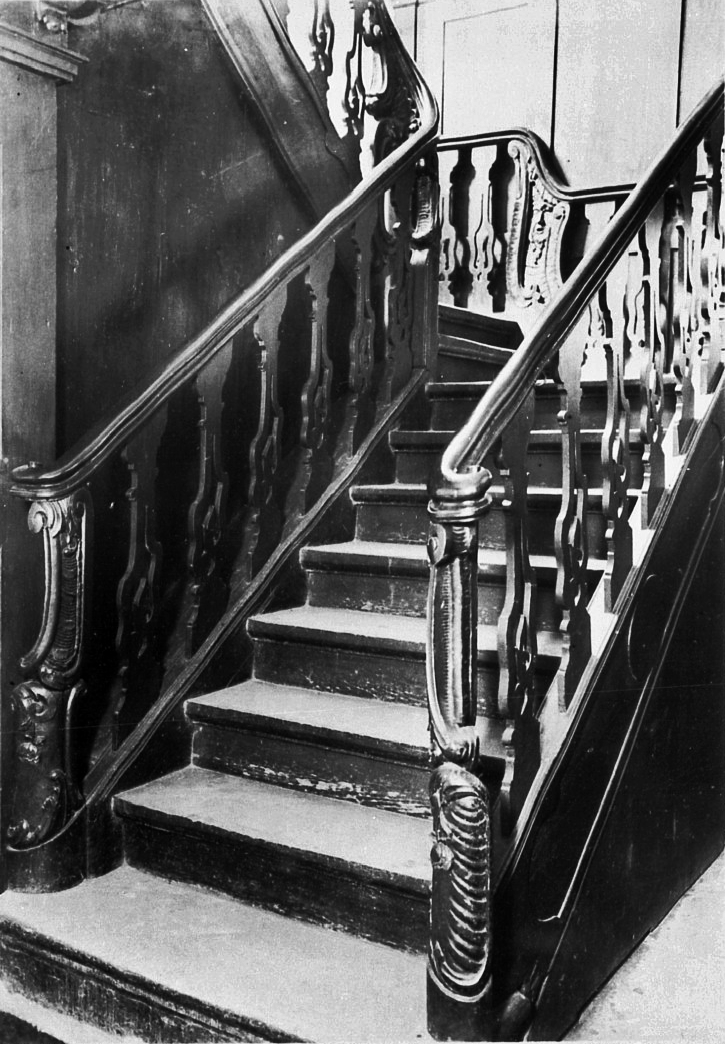
Trap Nederlandse kerk
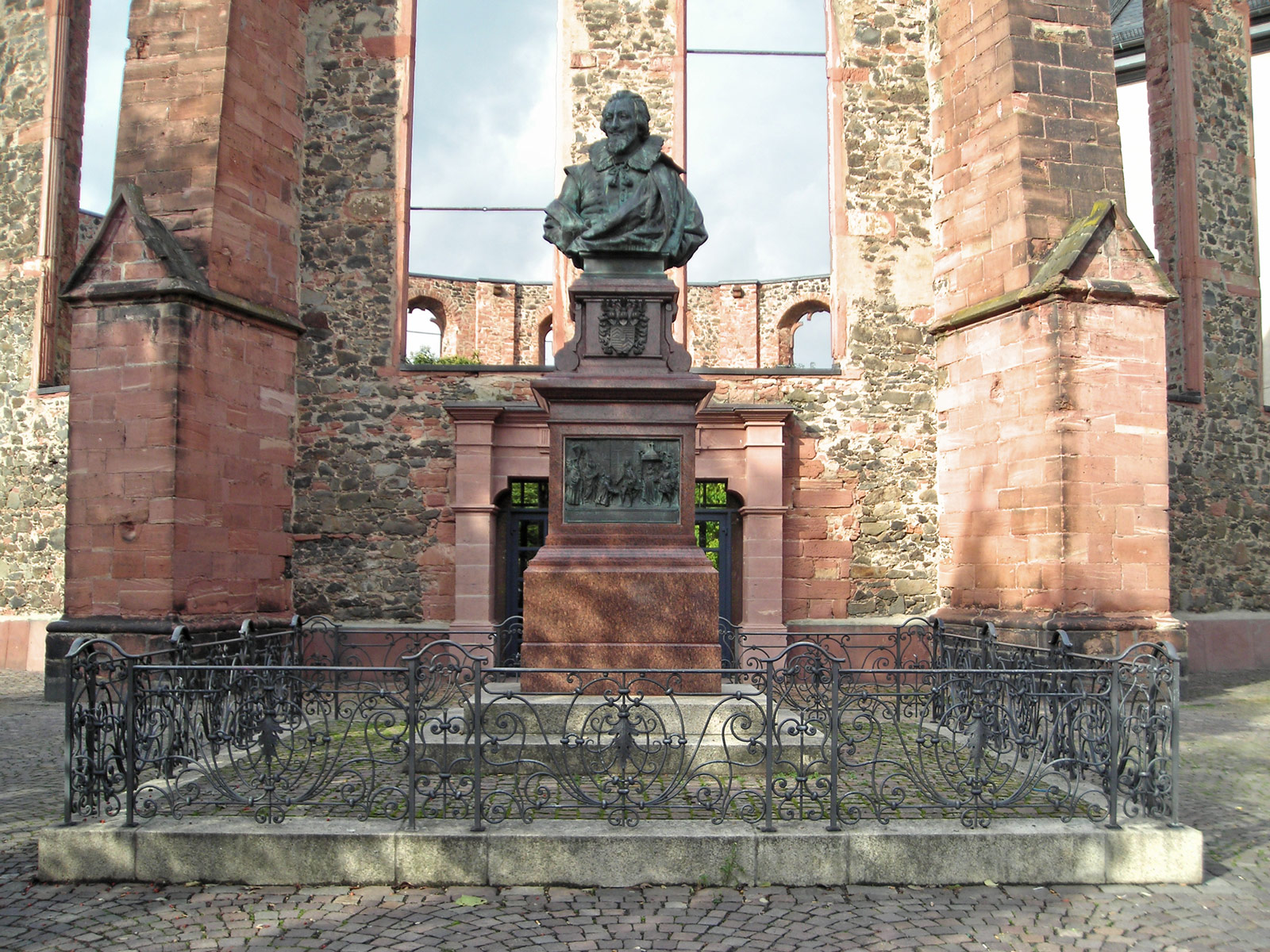
Monument Filips Lodewijk II van Hanau-Münzenberg
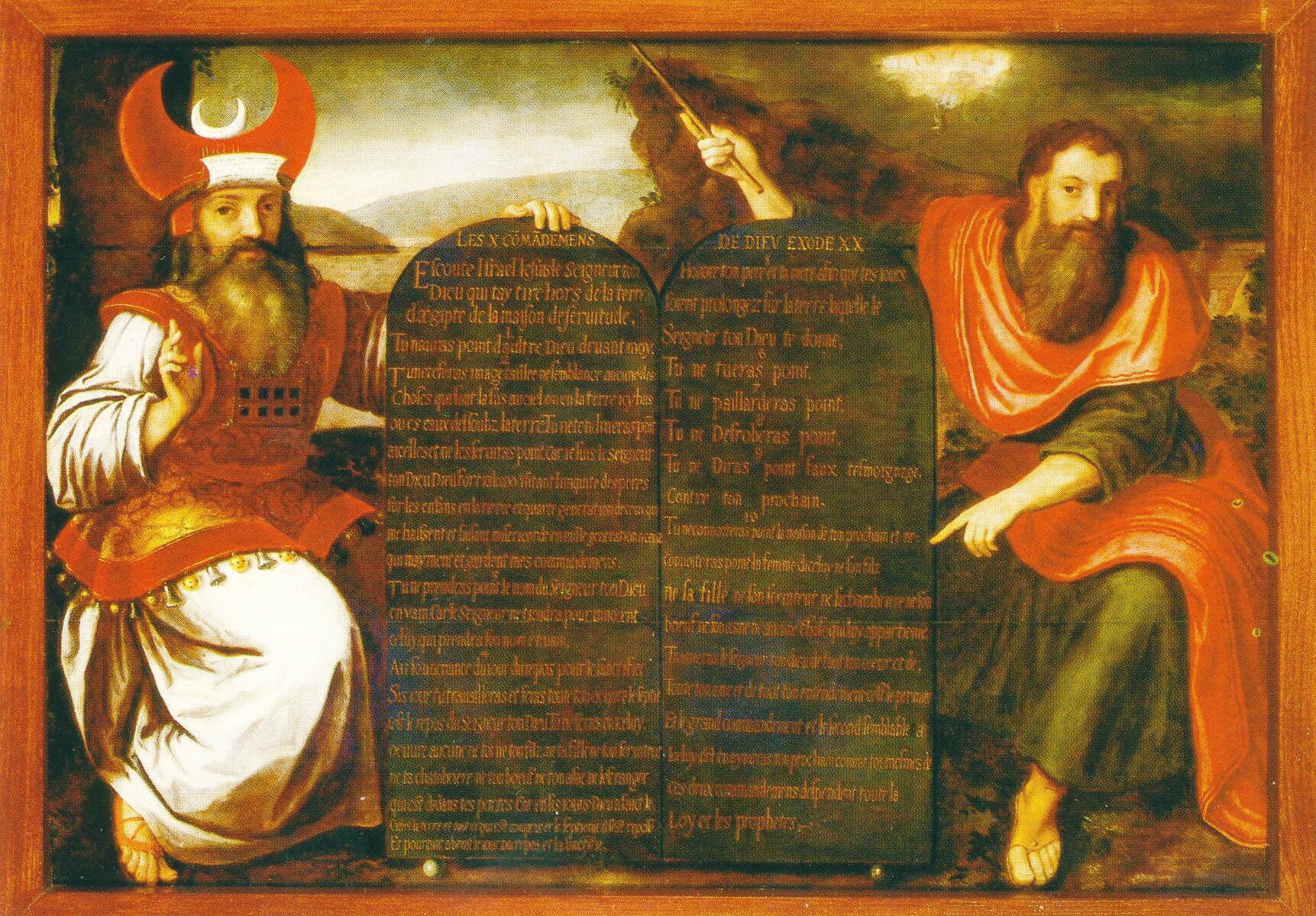
Decaloogtablet van de Waalse Nederlandse Kerk in Hanau links Aäron en rechts Mozes